# Université du Mans
 (février 2024).
Pour les articles homonymes, voir Université du Maine.
L'université du Mans ou Le Mans Université (université du Maine jusqu'en 2017) est une université française fondée entre 1965 et 1977, située au Mans, dans les Pays de la Loire. Elle portait jusqu'en 2017 le nom de la province du Maine, qui correspond aux départements de la Sarthe et de la Mayenne. Elle possède un campus principal au Mans, dans la Sarthe, et un second à Laval, en Mayenne.
En 2020, l'université compte environ 10 000 étudiants et 630 enseignants-chercheurs, ainsi que trois facultés, deux IUT et une école d'ingénieurs, l'ENSIM. Elle comprend également quinze laboratoires de recherche, dont huit associés au CNRS. Les disciplines enseignées concernent les sciences, les technologies, les lettres, les langues, les sciences humaines, le droit, l'économie et la gestion. Elle possède un pôle d'excellence en acoustique, l'Institut d'Acoustique Graduate School, avec notamment le Laboratoire d'Acoustique de l'Université du Mans .
Depuis le 1er septembre 2017, l'université du Maine s'appelle Le Mans Université, et l'antenne de Laval, Le Mans Université - Campus de Laval,.

## Historique

### Les délocalisations universitaires

Ancien logo.

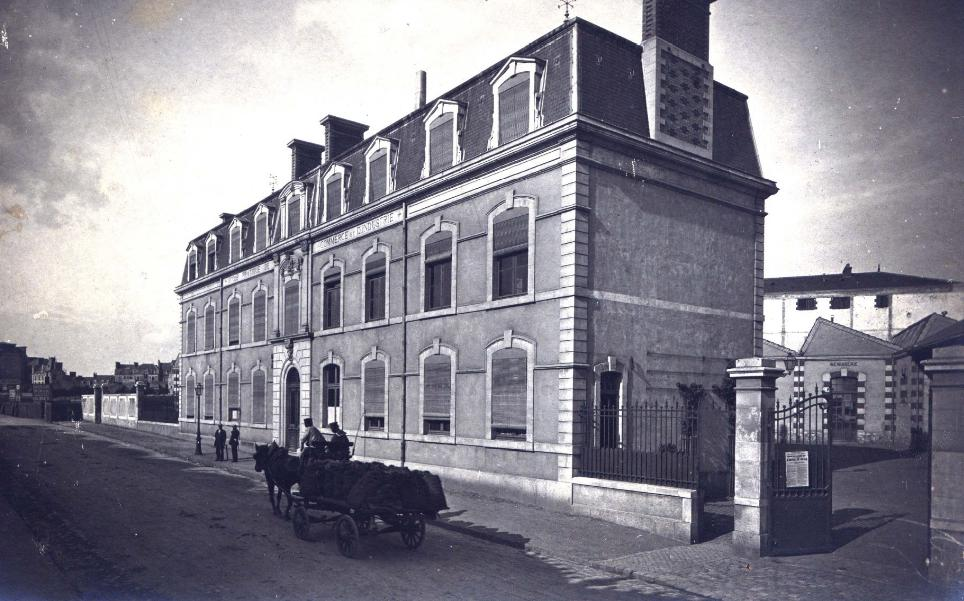
École pratique de commerce et d'industrie du Mans au début du XXe siècle.

L’ouverture de l’université remonte à 1977 ; cependant, l’histoire remonte une dizaine d’années auparavant pour percevoir les prémices de cette construction. En 1965, la décision est prise d’ouvrir un collège littéraire en bordure de la ville du Mans. Ce collège ne sera qu’une annexe de l’université de Caen, où les décisions seront prises conjointement de la part des dirigeants de l’université avec les responsables de la ville du Mans. La colline de Vaurouzé est choisie pour accueillir le nouveau centre d’études. La proximité de quelques kilomètres avec l’hôpital laisse entrevoir la possibilité d’ouvrir un jour un CHU. En 1966, les bâtiments du CLOUS (Centre local des œuvres universitaires et scolaires) sont construits. Des logements et un restaurant sont les seuls services proposés. Un an plus tard, ce sont les IUT de gestion d’entreprises, d’administration d’entreprises et de chimie qui ouvrent. En 1968, l’IUT se renforce de deux sections : génie mécanique et génie productique. Des cités universitaires continuent d'être créées. Le Mans devient la plus petite annexe universitaire de France avec ses 1 600 étudiants. Un an plus tard, soit en 1969, la ville du Mans obtient son indépendance totale vis-à-vis de l’université de Caen. L’université du Mans n’est plus annexe, mais centre universitaire à part entière.[réf. nécessaire]
En 1975, on ouvre deux nouvelles UFR : Droit et Lettres. La ville essaie de pallier « la fuite de matière grise », qui s’opère de la ville sur la région. Les jeunes Manceaux ont ainsi tendance à se tourner vers les universités de Rennes, Angers, Tours ou Nantes, à la vue du peu d’études supérieures réalisables au Mans. La ville veut urbaniser son site, sur un projet qui pourrait prendre 20 à 30 ans, en le rapprochant de l’extrémité Ouest de la ville, symbolisées par l'hôpital.[réf. nécessaire]

### Création de l'université

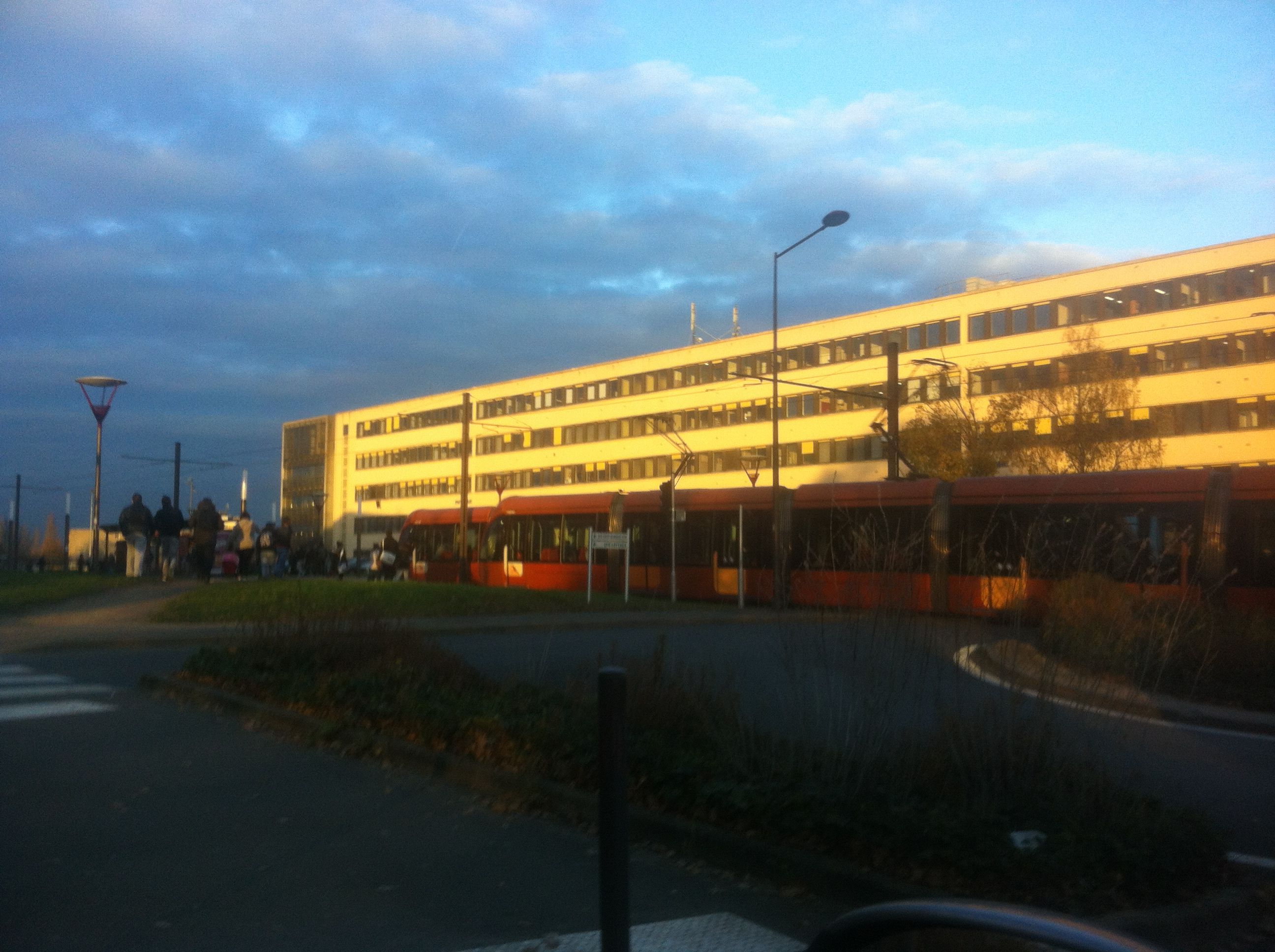
Faculté des sciences.

L'université du Maine a été reconnue par le ministre chargé de l'Enseignement supérieur en 1977. Une dernière UFR de sciences est créée, ce qui porte le nombre d’étudiants à 3 000. Les dirigeants sont conscients que le campus doit se développer, face aux grandes universités voisines. On commence à voir ce que plusieurs générations d’étudiants appelleront les « turbo-profs » qui viennent directement de la capitale chaque jour pour enseigner à l’université. Ceux-ci sont étonnés de voir une Faculté, disposant d’un cadre naturel privilégié, loin du stéréotype des facultés françaises disposées en plein centre-ville. En 1985, on constate une grande augmentation du nombre d’inscriptions. Toutes les facultés possèdent cependant un gros inconvénient, ce campus est bien trop loin du centre-ville, et le soir, on retrouve un campus désert, relativement angoissant[Interprétation personnelle ?].[réf. nécessaire]

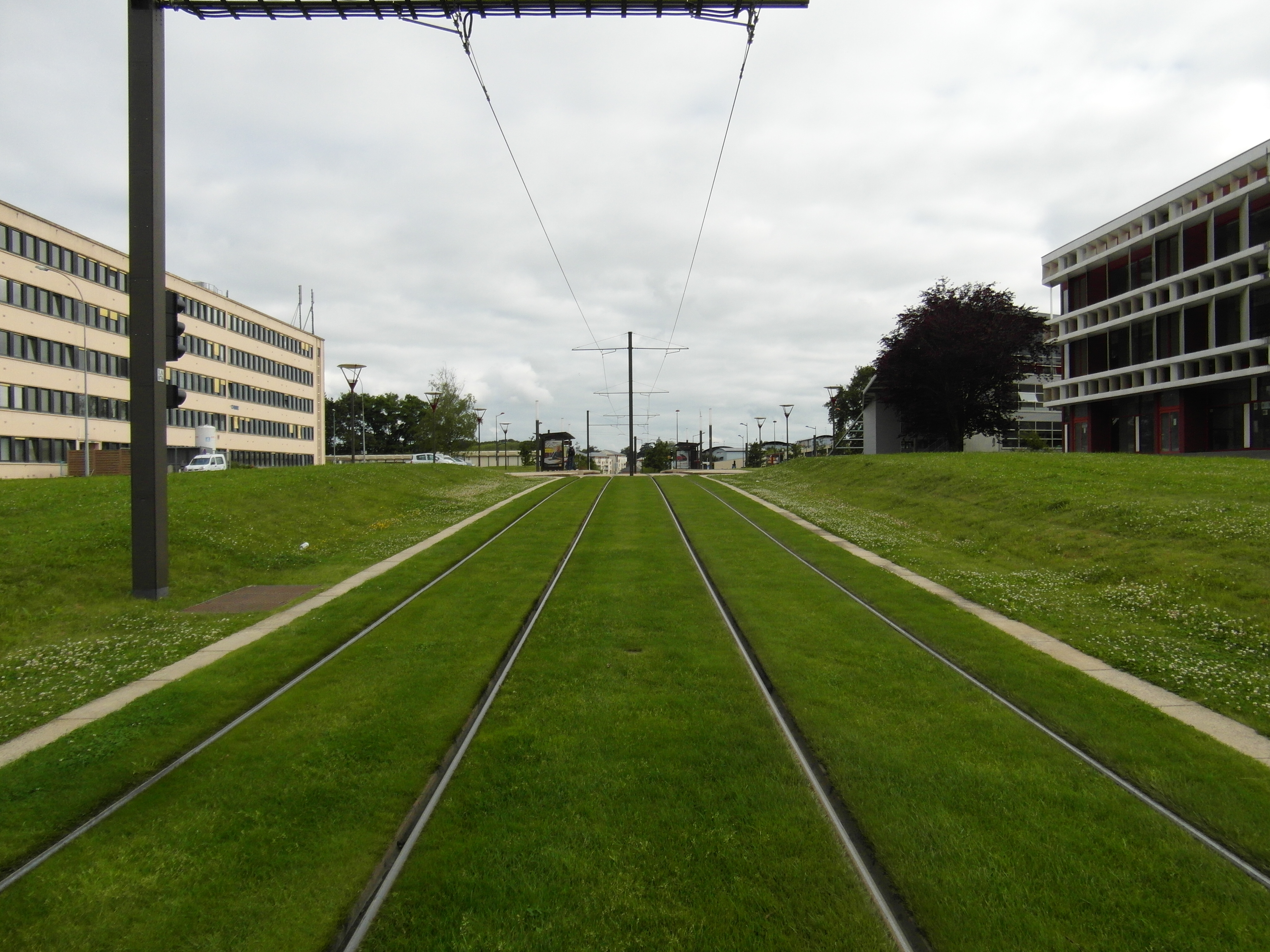
Ligne de tram sur le campus.

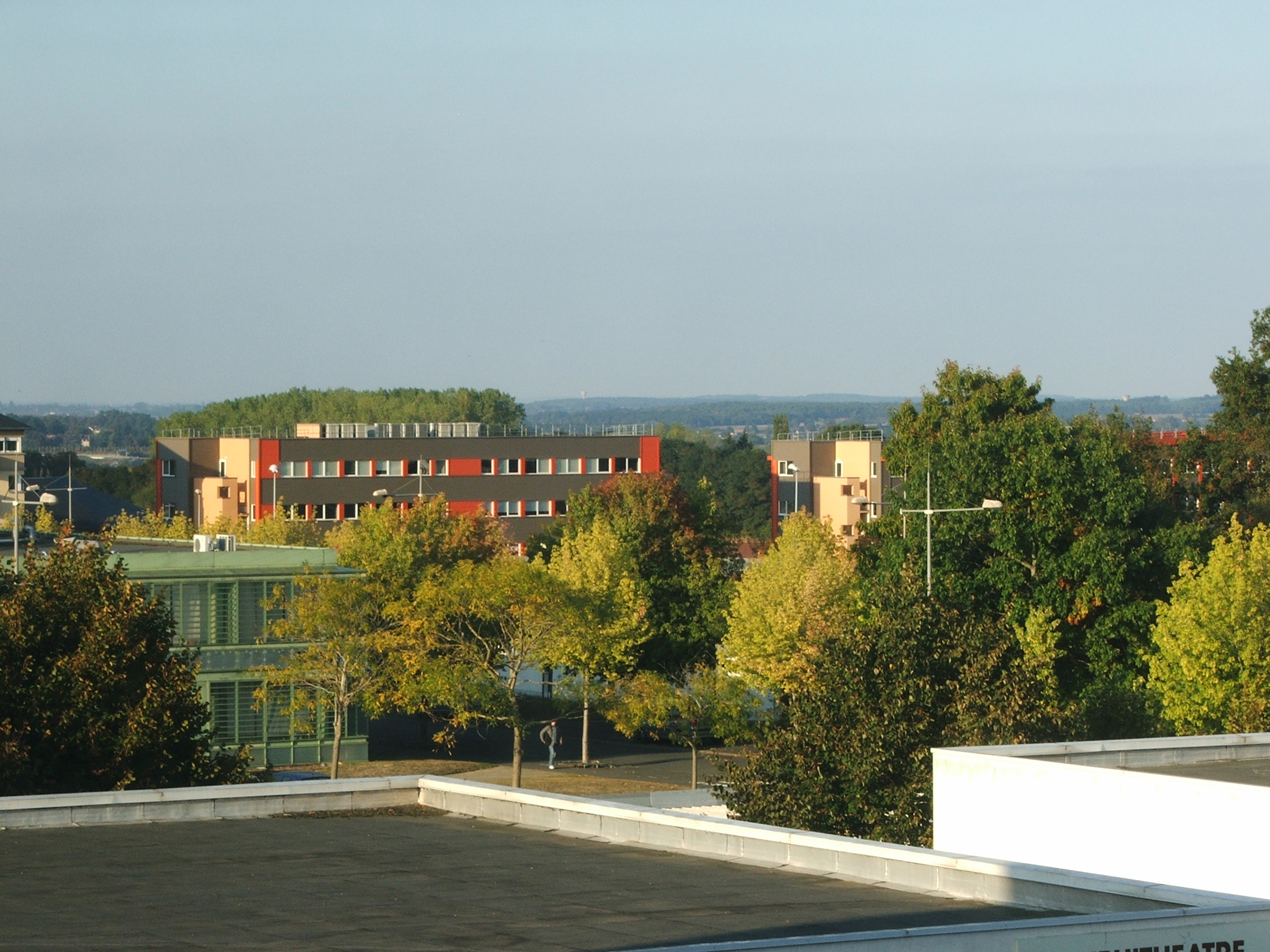
Vue sur le campus.

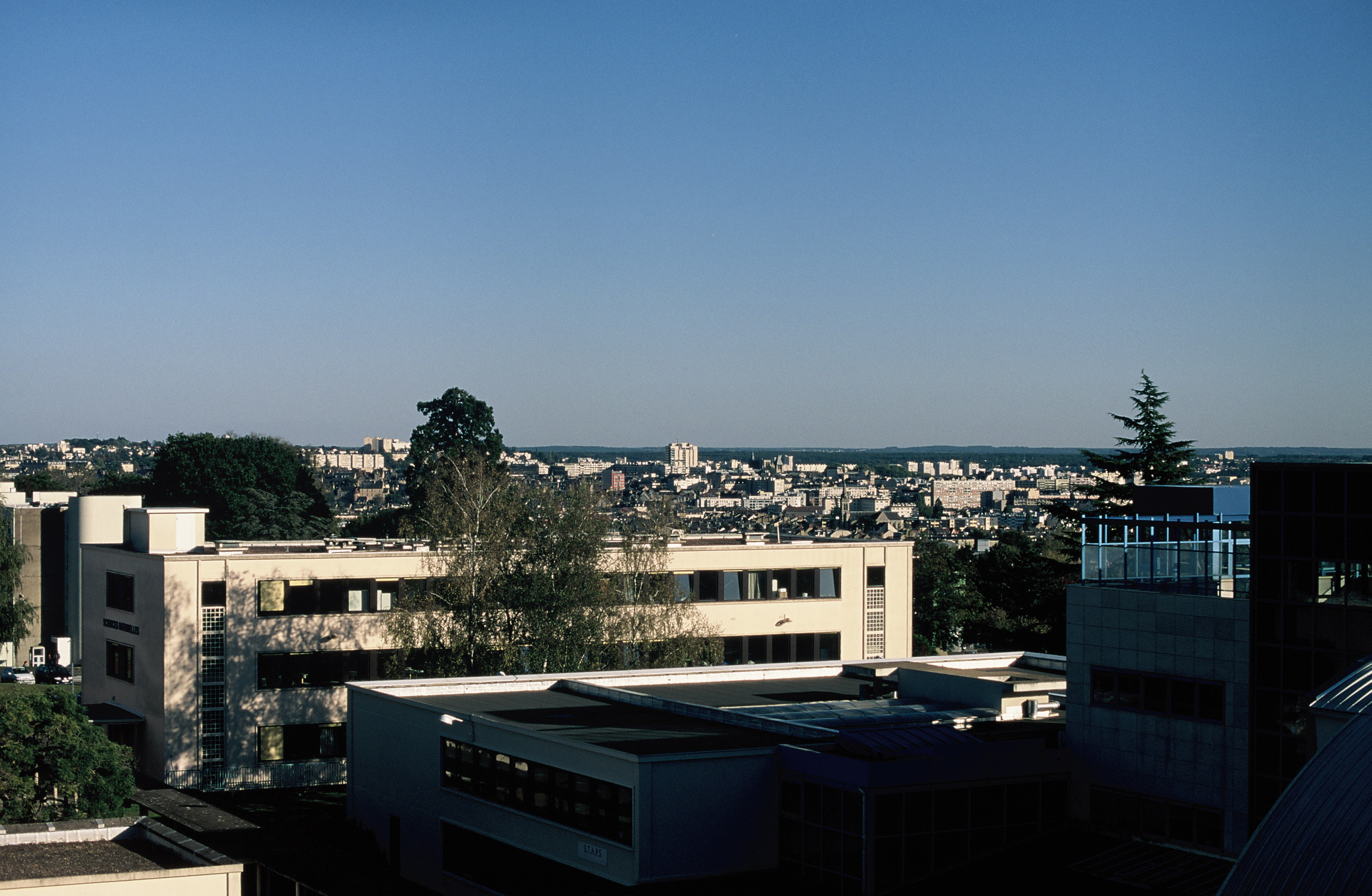
UFR Sciences.

En 1987, la capacité d’accueil est débordée par 6 000 étudiants et les amphithéâtres ne suffisent plus pour accueillir tout ce monde. L’État ne fait rien alors qu’il semble évident que le CHU n’ouvrira jamais. Une école d’infirmière a été ouverte, mais depuis 1966 et l’ouverture du CHU d’Angers, l’utilité n’est plus évidente. Avec déjà deux CHU dans la région, la construction d’un troisième n’est même plus envisagée. La Communauté urbaine du Mans prend alors les choses en main. Devant le refus de l’état d’apporter des moyens supplémentaires, la CUM use de ses caisses pour agrandir le campus Ouest. L’amphithéâtre Robert Garnier des UFR Droits et Lettres est quasiment entièrement subventionné par la ville elle-même. Mais cela ne suffit pas à régler les problèmes de places dans les « amphis ». En attendant de trouver les fonds nécessaires, la ville réquisitionne le Palais des congrès pour y faire dispenser les cours les plus importants et les plus demandés. En 1989, le technopôle ouvre ses portes à côté du campus Ouest.[réf. nécessaire]
En 1990, les moyens sont donnés à l’université pour construire trois nouveaux bâtiments. Plutôt que l’étalement, les dirigeants choisissent surtout l’agrandissement de locaux déjà construits. Cette campagne de restructuration coûtera au total 9 millions de francs de l’époque. Le CUEP ouvre ses nouveaux locaux alors que la ville prévoit un investissement de 63 millions de francs d’ici à 2000.[réf. nécessaire]

### Expansion

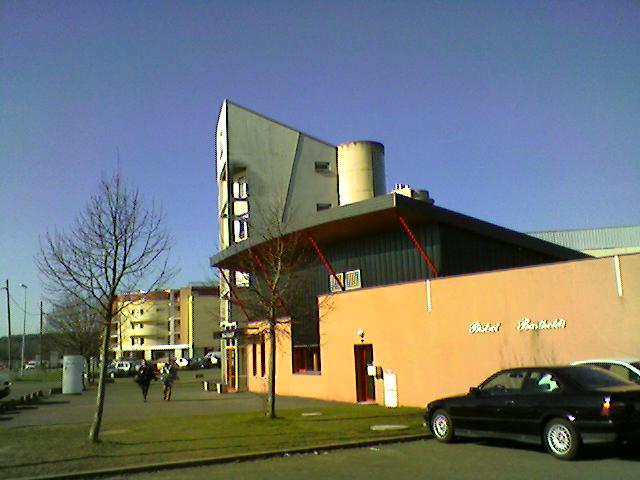
Le RU Bartholdi.

En 1992, l’institut européen des métiers de la musique décide de s’installer au centre du technopôle, à proximité directe de l’université. L’institut accueille des étudiants de toute la France et aussi des étudiants européens pour une formation rare et reconnue[réf. nécessaire]. La même année, le CTTM : Centre de transfert de technologie du Mans ouvre ses portes. Le lien entre technopôle et université est ainsi réalisé. En 1993, l’ISMANS, Institut supérieur des matériaux du Mans s’installe sur le campus. Deux amphithéâtres, huit laboratoires et douze salles de cours lui sont dédiés. De nouveaux logements étudiants sont alors créés.
En 1994, l’université professionnelle ouvre ses portes. Des partenariats avec les entreprises voisines sont déjà créés. Deux nouveaux bâtiments sont cependant encore attendus en lettres et droit tandis que la Maison de l'Université se voit terminée. Elle permet une meilleure coordination sur le campus. L’aménagement des rues est revu, on agrandit l’UFR des sciences avec 21 millions de francs, entièrement pris en charge par la CUM. Cette même année, l’IUP micro-informatique-électronique diversifie l’offre culturelle. En 1995, les voitures sont considérées comme trop nombreuses sur le campus : des voies réservées aux bus sont alors aménagées, avec dispositif empêchant les véhicules léger d'emprunter ces voies. Trois lignes (12, 15 et 19) desservent l’université. Ceci permet aux bus de ne pas être gênés par les nombreuses voitures, souvent garées dans des endroits qui ne leur sont pas destinés.[réf. nécessaire]
En 1997, pour les vingt ans du campus, l’École supérieure des géomètres et topographes vient s’installer au Mans. En 1998, l’ENSIM, l’École nationale supérieure d’ingénieurs du Mans, s'installe. Les années 1997 à 1999 sont les années les plus fastes avec environ 11 000 étudiants[réf. nécessaire] qui sont dénombrés sur l’ensemble du campus et l’université fait le plein de formations. Une bibliothèque Universitaire centrale est construite sur deux étages où pourront venir se référer les différentes UFR. Les locaux éparpillés des anciennes BU des différents UFR sont abandonnés pour en faire des salles de cours ou bien des BI, bibliothèques d’instituts, plus pointues que la BU centrale.
En 2007, le tramway du Mans relie le campus au centre-ville en quelques minutes et au sud du Mans en 25 minutes. En 2002, le technopôle prend une autre forme puisque les entreprises pharmaceutiques s’agrandissent et gagnent du terrain sur l’extrémité sud du campus. Entre 2003 et 2006, les aménagements sont nombreux, et le pari fait 30 ans plus tôt, de relier l’université à la ville est gagné. De nombreux services sont construits à l’image d’une patinoire (City Glace), d’un skate-park, etc. Les inscriptions sont désormais revenues au niveau de 1997 (plus de 10 000 étudiants).[réf. nécessaire] Les bâtiments sortent de terre et à l’Ouest, le campus use d’une grande expansion avec la création d’un nouveau quartier et de nouvelles cités universitaires. Un parking sur trois étages, une grande surface commerciale sont construits. Outre la ville de Laval, des annexes ont été créées dans la ville du Mans avec le quartier « Campus-technology » au sud de l’agglomération, de même que certains étudiants doivent se rendre aux circuits, au sud du Mans pour leurs formations mécaniques.
En 2009, l’université est membre fondateur du PRES Université Nantes Angers Le Mans devenue « COMUE ». Ce PRES a été transformé, au 1er janvier 2016, avec le PRES université européenne de Bretagne en une communauté d'universités et établissements appelée université Bretagne Loire, supprimée fin 2019.

### Avenir de l'université
Plusieurs projets ont été annoncés au cours de l'année 2021 pour l'université du Mans.

#### Création d'une Comue expérimentale Angers - Le Mans
Le 31 décembre 2020, la création d'une Comue expérimentale reliant l'Université d'Angers et Le Mans Université a été annoncée et officialisée au Journal Officiel. Cette coopération a pour but de favoriser la mise en place de projets en mettant en commun les ressources des deux université.

#### Nouveau campus
En septembre 2021, Stéphane Le Foll, maire du Mans, ainsi que Pascal Leroux, président de Le Mans Université actuel, ont annoncé la volonté de construire un nouveau campus pouvant accueillir entre 3 000 et 4 000 étudiants au cœur du centre-ville. Ce dernier serait donc agencé près de la gare de la ville, avec pour objectif d'attirer de nouveaux étudiants et de redynamiser le quartier de la gare. Les deux campus seront reliés par les lignes de Tramway de la Setram.
Ce nouveau campus devrait accueillir selon le maire du Mans la première année d'accès aux études de santé PASS et éventuellement la deuxième année d'étude de médecine. En plus de ces deux formations, ce nouveau campus devrait également accueillir l'IFSI du Mans. Ce dernier point ouvre cependant des questionnements quant à l'éloignement de ce nouveau centre de formation pour les étudiants infirmiers du Centre Hospitalier du Mans, où ils étudient actuellement.
Ce projet devrait commencer d'ici la fin du mandat de Stéphane Le Foll, donc avant 2026. Les travaux ont une durée estimée de 5 à 6 ans.

### Historique des présidents
| Identité                              | Période | Période          | Durée |
| Identité                              | Début   | Fin              | Durée |
| ------------------------------------- | ------- | ---------------- | ----- |
| François Dornic (1911 - 1998)         | 1977    | 1979 (retraite)  | 2 ans |
| Christian Philip (né en 1948)         | 1979    | 1983 (démission) | 4 ans |
| Jean-Pierre Gélard (d), (1942 - 2020) | 1983    | 1987             | 4 ans |
| Jean-Loup Jolivet (d) (né en 1945)    | 1987    | 1992             | 5 ans |
| Alain Pleurdeau (d) (1941 - 2022)     | 1992    | 1997             | 5 ans |
| Gilles Cottereau (d) (né en 1948)     | 1997    | 2002             | 5 ans |
| Maurice Henry (d)                     | 2002    | 2007             | 5 ans |
| Yves Guillotin (d)                    | 2007    | 2012             | 5 ans |
| Rachid El Guerjouma (né en 1959)      | 2012    | 2021             | 9 ans |
| Pascal Leroux (d) (né en 1967)        | 2021    | 2025             | 4 ans |
| Delphine Letort (d) (née en 1972)     | 2025    |                  |       |

## Composantes
Conformément au code de l'éducation qui fixe l’organisation légale des universités publiques en France, l’université du Mans se compose de plusieurs composantes. On trouve d’une part les unités de formation et de recherche (UFR), ici nommées « facultés » et d’autre part les « instituts et écoles ». L’université se compose donc de :

### Unités de formation et de recherche, IUT, école
- Faculté de Droit, Sciences économiques et de gestion
- Faculté de lettres, langues et sciences humaines
- Faculté des Sciences et Techniques

- Institut universitaire de technologie de Laval
- Institut universitaire de technologie du Mans
- École nationale supérieure d'ingénieurs du Mans (Ensim)

### Instituts
- Institut d’Acoustique Graduate School (IAGS)
- Institut d’Informatique Claude Chappe (ICC)

### Service commun de documentation

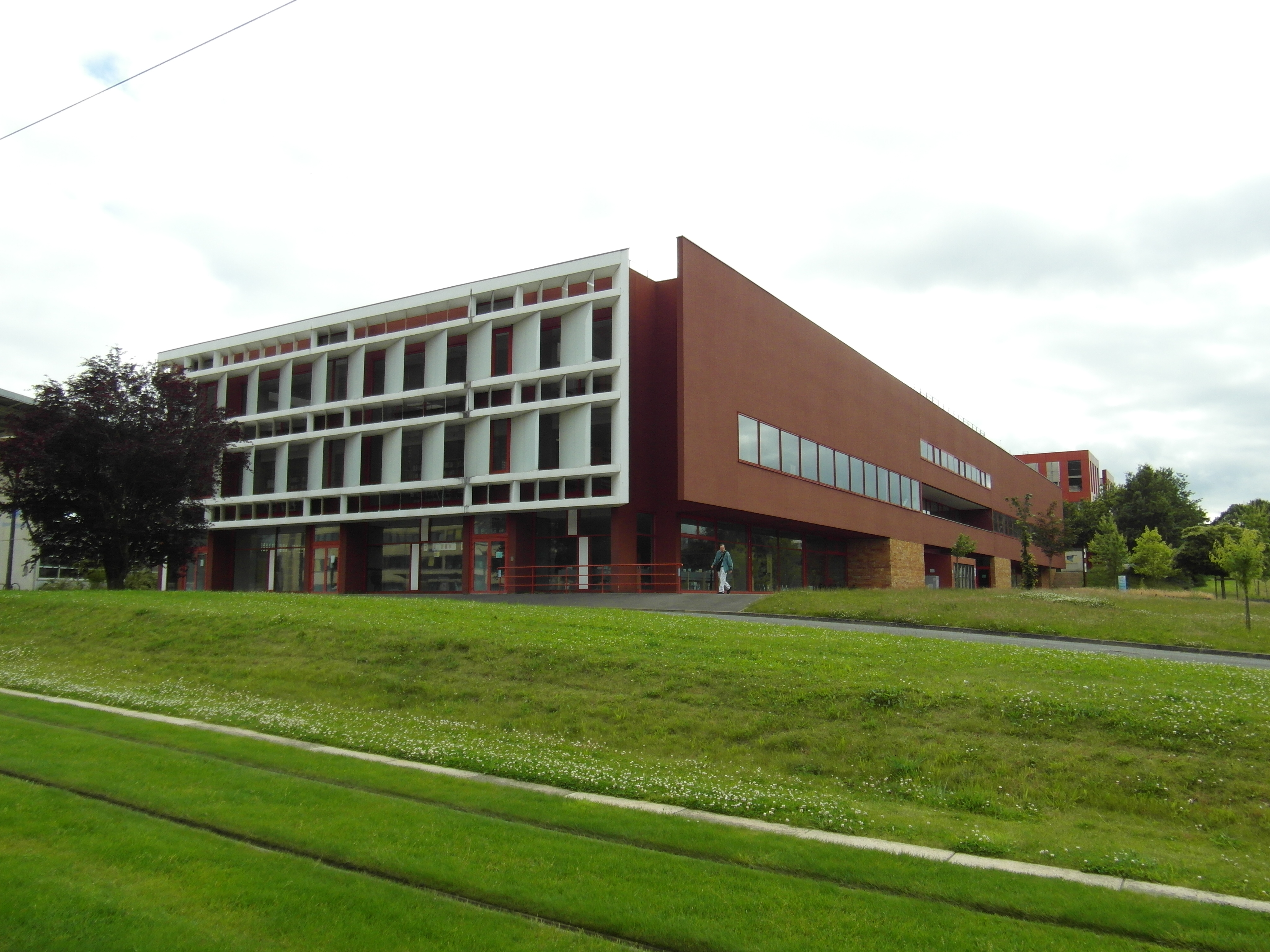
La bibliothèque universitaire centrale.

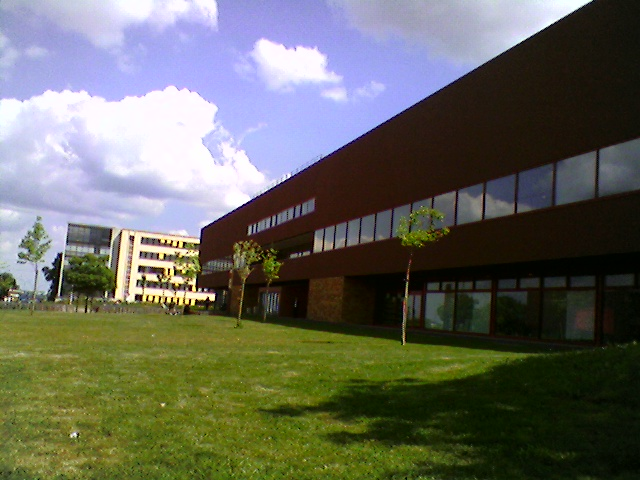
Bibliothèque universitaire du Mans.

La bibliothèque universitaire Vercors (située au Mans) est une bibliothèque pluridisciplinaire. Elle a ouvert ses portes en 2004, un deuxième pôle est situé à Laval. Elle s'étend sur 5 000 m2 et compte 1 000 places assises. 

La BU donne accès aux étudiants à 197 000 livres et 22 000 revues électroniques, de même qu'à 12 bases de données . La Bibliothèque partage son bâtiment avec le SUIO-IP (centre d'orientation) mais les deux organismes fonctionnent séparément. Elle dispose également de 6 salles de travail de groupe et un espace collaboratif (« la Bulle »).

## Implantations

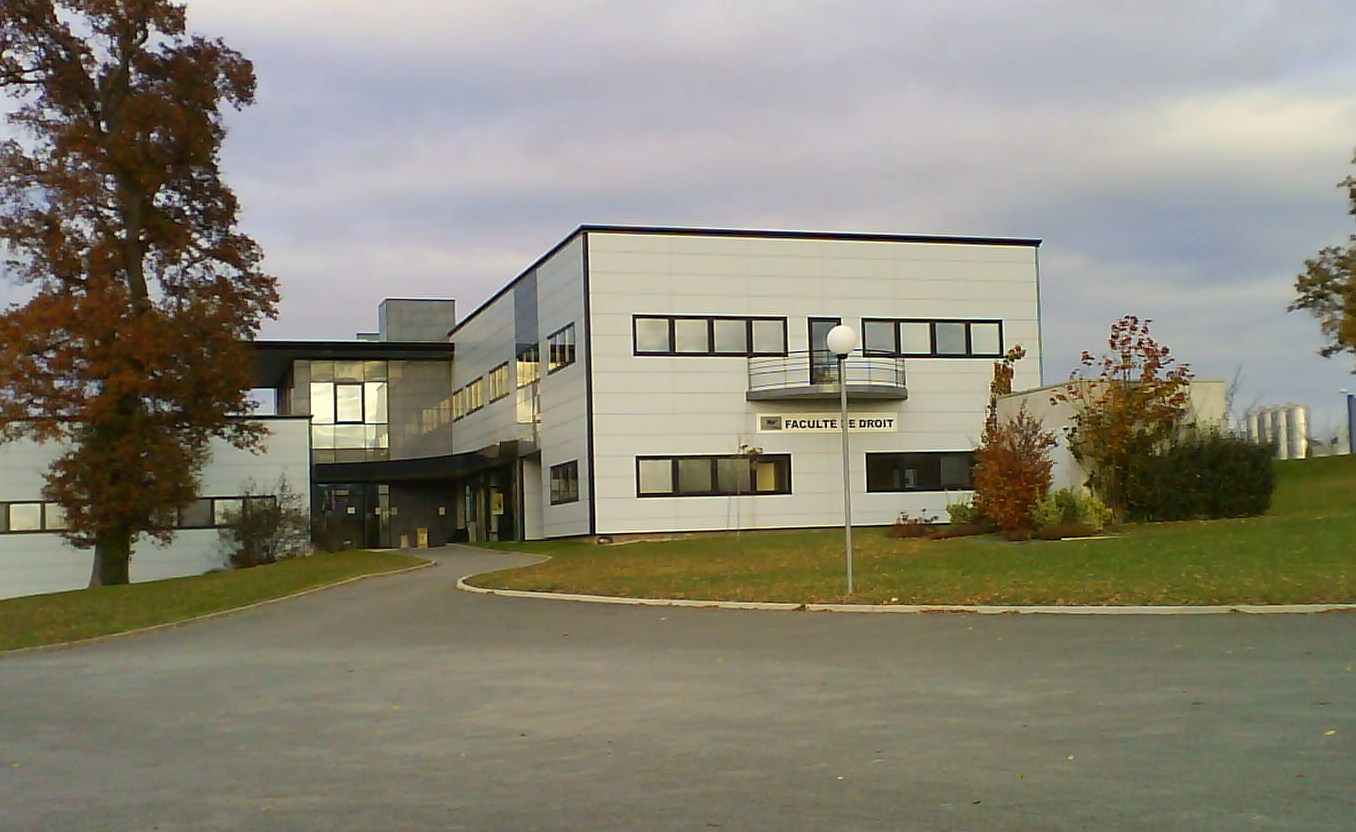
Ancien bâtiment de la faculté de droit à Laval (jusqu'en 2018).

Le campus principal se situe au Mans. L'université possède aussi une antenne à Laval (Centre universitaire de la Mayenne - Laval).

## Formation et recherche

### Enseignement
L'université du Mans propose plus de 140 diplômes qui s'articulent autour de 4 domaines : arts, lettres, langues ; droit, économie, gestion ; sciences humaines et sociales ; sciences, technologies, santé. 
Les enseignements sont réalisés par les trois UFR, deux IUT et une école d'ingénieurs.

#### UFR sciences et techniques
Les formations de l'UFR sciences et techniques sont réparties sur six départements :
- les départements biologie et géosciences proposent une licence sciences de la vie-sciences de la terre, une licence professionnelle travaux public-géomesures, une licence professionnelles productions animales, et un master écologie-environnement ;
- le département de chimie propose une licence physique-chimie, et un master chimie ;
- le département informatique propose une licence informatique, et un master informatique ;
- le département de mathématique propose une licence de mathématiques, une double-licence mathématiques/économie, une double-licence mathématiques/informatique, et un master actuariat (mathématiques et économie) ;
- le département physique-mécanique-acoustique propose une licence sciences pour l'ingénieur, une licence physique-chimie avec option franco-allemande et préparation intégrée aux concours d'écoles d'ingénieur, une licence professionnelle moteurs et environnement, une licence professionnelle mécanique-développement de véhicules de compétition, une licence professionnelle acoustique et vibrations, une licence professionnelle contrôle non destructif, un master nanophysique et un master acoustique ;
- le département STAPS propose une licence STAPS, et un master STAPS.

#### UFR lettres, langues et sciences humaines

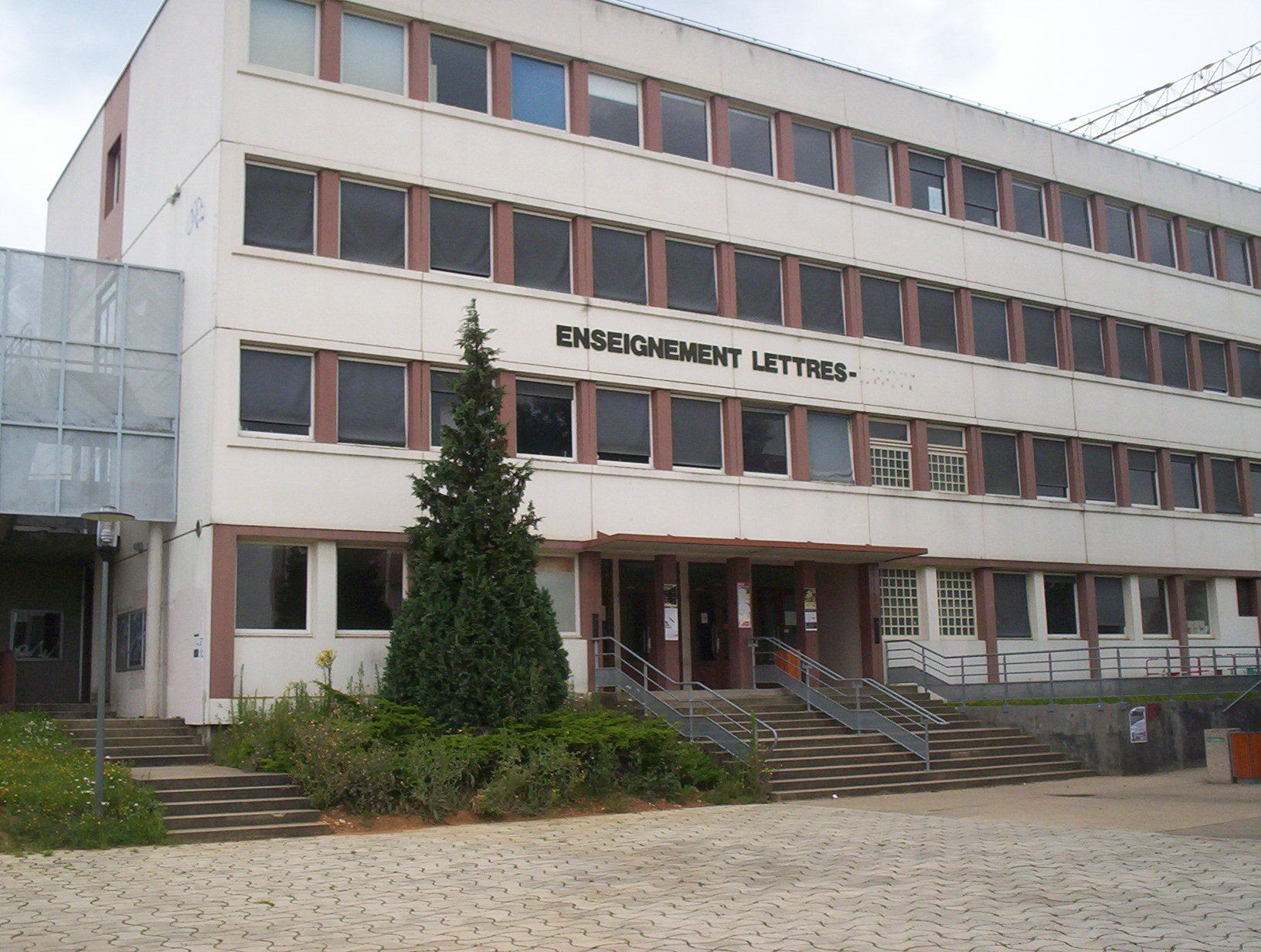
Un bâtiment des lettres.

Les formations de l'UFR lettres, langues et sciences humaines sont réparties sur huit départements :
- le département d'études germaniques propose une licence lettres et langues d'allemand, un master lettres et langues d'allemand, et un master didactiques des langues-FLE-technologies éducatives ;
- le département d'études anglophones propose une licence lettres et langues d'anglais, un master lettre et langues d'anglais, un master PE, un master PLC d'anglais, une préparation à l'agrégation interne d'anglais, et un doctorat d'anglais ;
- le département didactique des langues propose la mention FLE en Licence, un master didactiques des langues-FLE-technologies éducatives, et un Doctorat ;
- le département d'espagnol propose une licence langues-littératures et civilisations étrangères d'espagnol, un master langues-littératures et civilisations étrangères, et un master didactiques des langues-FLE-technologies éducatives ;
- le département de géographie propose une licence de géographie aménagement et environnement, un Cycle pluridisciplinaire d’Études supérieures, une licence professionnelle de géomatique, un master Ville et environnements urbain (avec une spécialité de Rudologie et une autre d’Urbanisme), un master en enseignement à distance avec trois spécialités (Développement durable ; transition écologique et économie circulaire en Afrique ; Patrimoine), et un doctorat de géographie ;
- le département d'histoire propose une licence d'histoire, une licence professionnelle développement et protection du patrimoine culturel, une licence professionnelle activités culturelles et artistiques, une licence études européennes, un diplôme inter-universitaire religions et athéisme en contexte de laïcité, un diplôme universitaire d'histoire et généalogie familiale, un master pour la recherche, un master PE, un master PLC, un master professionnel, et un doctorat d'histoire ;
- le département L.E.A. (lettres étrangères appliquées) propose une licence anglais-espagnol, une licence anglais-allemand, une licence professionnelle commerce, et un master ;
- le département de lettres propose une licence de lettres modernes, un master lettres et langues, un master littérature pour la jeunesse, un master PE, un master MEEF , un doctorat littérature, et un doctorat sciences du langage.

#### UFR droit, sciences économiques et gestion
Les formations de l'UFR droit, sciences économiques et gestion sont réparties sur deux domaines :
- en droit, l'UFR propose une licence de droit, une licence professionnelle des métiers de l'assurance, une licence professionnelle du droit des entreprises agricoles, un master droit privé-droit public, un master droit des affaires, et un doctorat en droit ;
- en sciences économiques et gestion, l'UFR propose une licence sciences économiques et de gestion, une licence professionnelle ingénierie de formation, une licence professionnelle hôtellerie et restauration, une licence professionnelle marketing des services, un diplôme universitaire conjoncture économique, un master sciences économiques, un master management, et un doctorat en sciences économiques et de gestion.

#### IUT Le Mans
L'établissement a été classé 5e meilleur IUT par le site l'Étudiant.fr en 2022.
Les formations de l'IUT s'appuie sur quatre départements : chimie, génie mécanique et productique, gestion des entreprises et des administrations et mesures physiques.
- l'IUT propose quatre diplômes universitaires technologiques : un BUT chimie, un BUT gestion des entreprises et des administrations, un BUT génie mécanique et productique, et un BUT mesures physiques ;
- Il propose également neuf licences professionnelles : commercialisation des produits bancaires et d'assurance, mobilité professionnelle-gestion de la formation et des compétences, analyse en gestion d'entreprises, métiers de la comptabilité-gestion de la paie et du social, responsable de portefeuille client en cabinet d’expertise, conception et fabrication assistées par ordinateur, sciences et mécanique des matériaux conception et industrialisation, analyse chimique et contrôle des matériaux, chimie fine et synthèse ;
- Enfin l'IUT propose un diplôme universitaire : DU préparation aux formations scientifiques et technologiques.

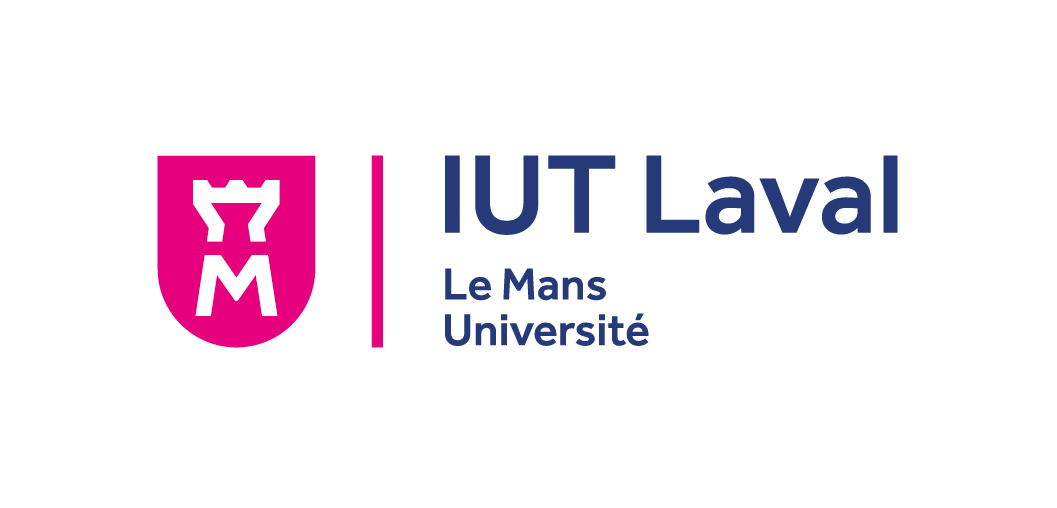
Logo de l'IUT Laval.

#### IUT Laval
Les formations de l'IUT de Laval s'articulent autour de quatre thèmes : 
- WEB et création multimédia avec : un BUT métiers du multimédia et de l'internet, et une licence professionnelle conception et réalisation de services et produits multimédia ;
- Biologie et laboratoire avec : un BUT génie biologique, et une licence professionnelle hygiène et sécurité des productions agroalimentaires ;
- Informatique et programmation avec : un BUT informatique, et une licence professionnelle test et qualité du logiciel ;
- Commerce et marketing avec : un BUT techniques de commercialisation, une licence professionnelle commerce gestionnaire import/export, et une licence professionnelle commerce agroalimentaire et agrofourniture.

#### ENSIM
Les formations de l'école d'ingénieurs ENSIM sont réparties sur deux spécialités et quatre options :
- la spécialité Acoustique & Instrumentation (A&I) propose les options : Vibrations, Acoustique (VA) et Capteurs et Instrumentation (C&I) ;
- la spécialité Informatique propose les options : Interaction Personnes Systèmes (IPS) et Architecture des Systèmes Temps Réels et Embarqués (ASTRE).

### Relations internationales
En 2008-2009, et avec 1,11 % de ses étudiants inscrits issus d'un échange Erasmus, l'université figure à la 31e place des universités françaises pour cette population.
Ces dernières années l'université s'est employée à élargir ses relations internationales et atteint aujourd'hui une population d'étudiants étrangers approchant les 2 000 personnes, comptabilisant une centaine de nationalités différentes. La mobilité sortante dépasse les 200 étudiants, répartis dans une quarantaine de pays (entre autres, l'Angleterre, les États-Unis, l'Allemagne, la Hongrie, la Turquie ou encore Chypre).

L'université est également à l'origine de plusieurs initiatives concernant l'apprentissage des langues, à titre d'exemple, le campus d'été qui a lieu aux mois de juin et juillet. L'université accueille des étudiants de différentes nationalités et leur propose des cours en français et des sorties culturelles, en 2017, les étudiants étaient une cinquantaine à participer.

### Recherche
- 6 Laboratoires affiliés au CNRS
  - Laboratoire Espaces et Sociétés (ESO) - UMR CNRS no 6590
  - Institut des molécules et matériaux du Mans (IMMM) - UMR CNRS no 6283
  - Laboratoire d'acoustique de l'université du Mans (LAUM) - UMR CNRS no 6613
  - Centre de Recherche en Archéologie, Archéosciences, Histoire (CReAAH) - UMR CNRS 6566
  - Laboratoire de Planétologie et Géosciences (LPG) - CNRS 6112
  - Laboratoire Temps, Mondes, Sociétés (TEMOS) - CNRS UMR 9016

- Les Équipes d'Accueil
  - Laboratoire d’histoire anthropologique du Mans - EA no 3266
  - Laboratoire d’informatique de l'Université du Maine - EA no 4023
  - Centre de droit de la responsabilité de l’université du Maine (CDRUM) - EA no 1019
  - Groupe de recherche en droit des affaires (GRDA) - EA no 3268
  - Groupe d'analyse des itinéraires et niveaux salariaux (GAINS) - EA no 2167
  - Laboratoire de physiologie et biochimie végétales - EA no 2663
  - Laboratoire de biologie et génétique évolutive (LBGE) - EA no 3265
  - Laboratoire de géodynamique des rifts et des marges passives (LGRMP) - EA no 3264
  - Laboratoire manceau de mathématiques - EA no 3263
    - Équipe Statistique des processus
    - Équipe Processus stochastiques
    - Équipe d’arithmétique et géométrie

- Les jeunes équipes
  - Groupe de recherches inter-langues de l’université du Mans - JE no 2451
  - Centre d’études des sociétés antiques et médiévales - JE no 2452

- Les équipes soutenues par l'université
  - Laboratoire des activités physiques et sportives (LAPS)
  - Équipe de recherche en littérature et en linguistique de l’université du Mans (ERLILIUM)
  - Laboratoire d’applications des lipases de l’université du Mans
  - Laboratoire d’histoire et d’archéologie médiévale

## Vie étudiante

### Évolution démographique
| 1972  | 1975  | 1978  | 1981  | 1984  | 1987  | 1990  | 1993  | 1996  |
| ----- | ----- | ----- | ----- | ----- | ----- | ----- | ----- | ----- |
| 2 691 | 3 173 | 3 408 | 3 820 | 4 768 | 5 590 | 7 825 | 9 976 | 9 548 |

| 1999  | 2000  | 2001  | 2002  | 2003  | 2004  | 2005  | 2006  | 2007  |
| ----- | ----- | ----- | ----- | ----- | ----- | ----- | ----- | ----- |
| 8 255 | 8 062 | 7 649 | 7 659 | 7 955 | 8 295 | 8 542 | 8 542 | 8 634 |

| 2008  | 2009   | 2010   | 2011   | 2012   | 2013   | 2014  | 2015  | 2021   |
| ----- | ------ | ------ | ------ | ------ | ------ | ----- | ----- | ------ |
| 8 807 | 10 110 | 10 265 | 10 258 | 10 470 | 10 323 | 9 719 | 9 699 | 11 855 |

## Personnalités liées à l'université

### Enseignants
- Jean Gouhier, géographe et rudologue
- Matthieu Gosztola, écrivain
- Patrick Besnier, chroniqueur, journaliste et critique
- Marietta Karamanli, femme politique
- Antoine Compagnon, écrivain et théoricien
- Dominique Avon, historien de l'histoire des religions
- Jean-Claude Allain, historien de la diplomatie internationale
- Olivier Le Cour Grandmaison, historien et politologue
- Christian Philip, universitaire et homme politique français
- Jean-Marie Constant, professeur émérite, ancien doyen de la faculté des lettres et des sciences humaines.
- Bertrand Louvel, magistrat, premier président de la Cour de cassation
- Denis Mazeaud, juriste et professeur agrégé.

### Étudiants
- François Fillon[54], Premier ministre français (maîtrise de droit public)
- Emmanuel Moire, chanteur français (département de géographie)
- Marc Joulaud, homme politique français (licence en droit public)
- Sébastien Bourdais, champion de course automobile (DEUG de mathématiques-physique-informatique)
- Christophe Rouillon, maire de Coulaines, vice-président de l'Association des maires de France chargé de l'Europe (maîtrise de droit public)